# Meillac

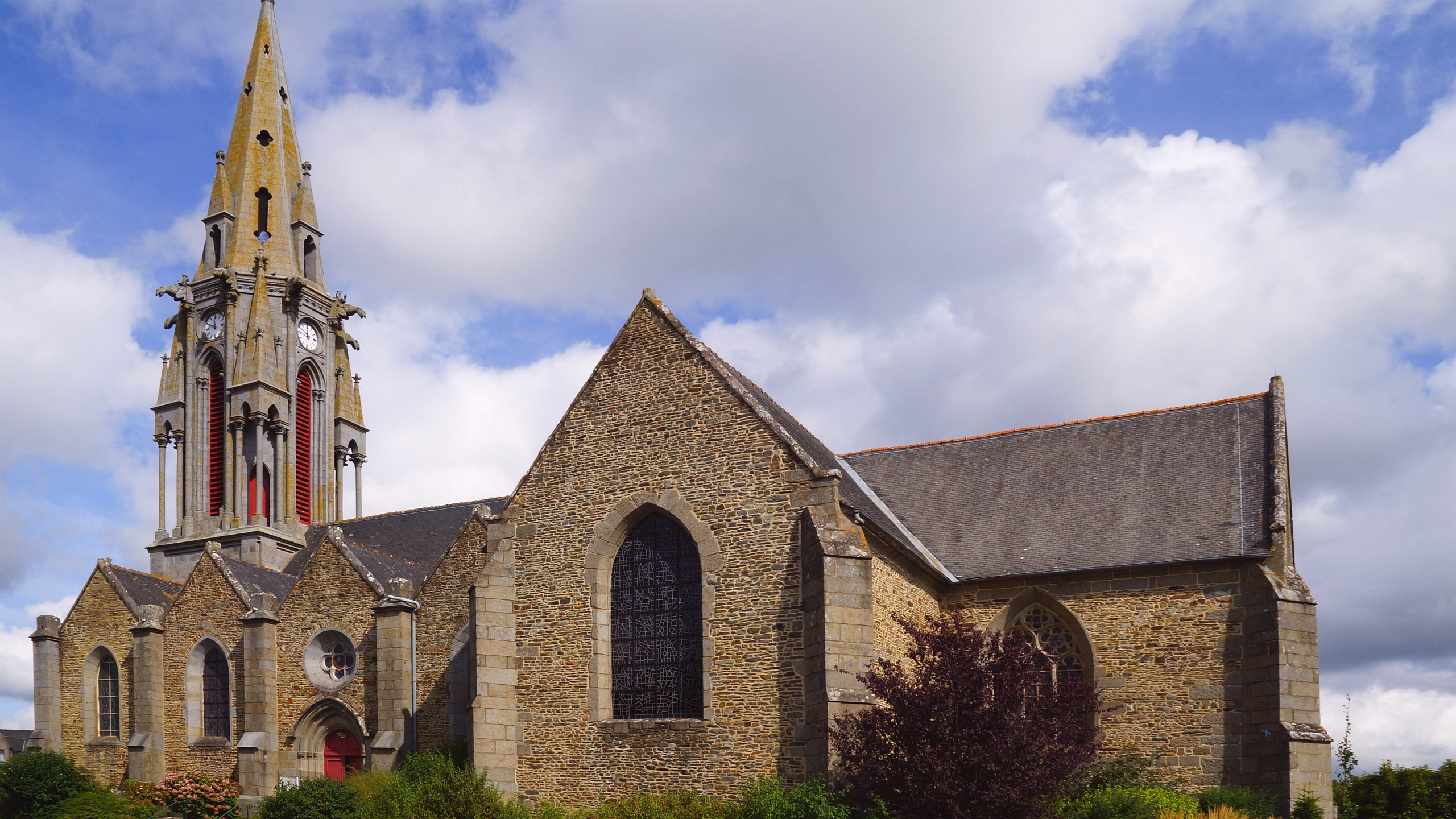
Iglesia St Martin de Meillac

 Meillac  es una población y comuna francesa, situada en la región de Bretaña, departamento de Ille y Vilaine, en el distrito de Saint-Malo y cantón de Combourg.

## Demografía
| 1566 | 1424 | 1295 | 1357 | 1380 | 1352 |
| Para los censos de 1962 a 1999 la población legal corresponde a la población sin duplicidades (Fuente: INSEE [Consultar]) |      |      |      |      |      |